# Presidente della Repubblica di Palau
Il Presidente della Repubblica di Palau è il capo di Stato e il capo del governo di Palau.

## Funzioni
Il presidente viene eletto direttamente per un mandato di 4 anni, e può essere rieletto consecutivamente un'altra volta.

## Elenco
| Presidente            | Presidente | Partito politico | Mandato         | Mandato                      | Elezione   | Vicepresidente                                               |
| Nome                  | Ritratto   | Partito politico | Inizio          | Fine                         | Elezione   | Vicepresidente                                               |
| --------------------- | ---------- | ---------------- | --------------- | ---------------------------- | ---------- | ------------------------------------------------------------ |
| Haruo Remeliik        |            | Indipendente     | 2 marzo 1981    | 30 giugno 1985 (assassinato) | 1980, 1984 | Alfonso Oiterong                                             |
| Thomas Remengesau Sr. |            | Indipendente     | 30 giugno 1985  | 2 luglio 1985                |            | vacante                                                      |
| Alfonso Oiterong      |            | Indipendente     | 2 luglio 1985   | 25 ottobre 1985              |            | vacante                                                      |
| Lazarus Salii         |            | Indipendente     | 25 ottobre 1985 | 20 agosto 1988 (suicidio)    | 1985       | Thomas Remengesau Sr.                                        |
| Thomas Remengesau Sr. |            | Indipendente     | 20 agosto 1988  | 1º gennaio 1989              |            | vacante                                                      |
| Ngiratkel Etpison     |            | Indipendente     | 1º gennaio 1989 | 1º gennaio 1993              | 1988       | Kuniwo Nakamura                                              |
| Kuniwo Nakamura       |            | Indipendente     | 1º gennaio 1993 | 1º gennaio 2001              | 1992, 1996 | Thomas Remengesau Jr.                                        |
| Thomas Remengesau Jr. |            | Indipendente     | 1º gennaio 2001 | 15 gennaio 2009              | 2000, 2004 | Sandra Pierantozzi (2001-2005) Elias Camsek Chin (2005-2009) |
| Johnson Toribiong     |            | Indipendente     | 15 gennaio 2009 | 17 gennaio 2013              | 2008       | Kerai Mariur                                                 |
| Thomas Remengesau Jr. |            | Indipendente     | 17 gennaio 2013 | 21 gennaio 2021              | 2012, 2016 | Antonio Bells (2013-2017) Raynold Oilouch (2017-2021)        |
| Surangel Whipps Jr.   |            | Indipendente     | 21 gennaio 2021 | in carica                    | 2020       | Uduch Sengebau Senior                                        |